# Fourth Corner Exchange
Fourth Corner Exchange – lokalna waluta z północno-zachodnich stanów USA i Kanady, wydawana przez firmę Fourth Corner Exchange Inc. założoną w 2002 przez Francisa Ayleya i grupę przyjaciół, wykorzystującą podstawowy system banku czasu i LETS z pewnymi modyfikacjami. Obecnie system ma ponad 550 członków w Bellingham, Port Townsend, Everett, Mt. Vernon i Portland i innych miastach w Oregonie, Kalifornii, Nowym Meksyku, Kolorado i Ohio.
Oryginalne oprogramowanie używanie do obsługi strony internetowej Fourth Corner zostało udostępnione na licencji GNU General Public License i jest dystrybuowane przez SourceForge.